# Domenico Lazzarini
Domenico Lazzarini (Morrovalle, 20 agosto 1668 – Padova, 12 luglio 1734) è stato un umanista, filologo e presbitero italiano.

## Biografia
Domenico Lazzarini nacque nel 1668 da nobile famiglia, nel castello di Morro, vicino a Macerata, nella Marca Anconitana. Perso il padre in tenera età e cieco di un occhio, dovette alla madre, Luisa Gasparini, un'educazione così attenta, svolta fino ai 18 anni presso il collegio dei Gesuiti, che nel 1687 a 19 anni conseguì i titoli di dottore in filosofia, teologia e giurisprudenza in utroque iure.
La lettura approfondita dei libri Poliziano, non meno di quella del Boccaccio, di Dante e dei classici italiani del Cinquecento, gli insegnò il vero stile della sua lingua madre. Perfezionò contemporaneamente le lingue di Demostene e Cicerone, studiando giorno e notte i modelli dell'ellenismo e della latinità, riuscendo così a scrivere in queste tre lingue con eleganza e correttezza.
Da allora si dedicò interamente alla letteratura; ma, dopo aver fortemente criticato il metodo di insegnamento grammaticale adottato dai Gesuiti, accese un conflitto con loro, che sostenne con ostinazione.
Nel 1690 Lazzarini fu nominato professore di diritto civile presso l'Università di Macerata e, avendo meditato sulle opere di sant'Agostino, fu promosso nel 1694 alla cattedra di diritto canonico; cosa che non gli impedì d'incoraggiare, in questa città, la rinascita dell'Accademia dei Catenati, fondare la colonia Elvia dell'Accademia dell'Arcadia (di cui era stato tra i fondatori a Roma) e associarsi con il famoso fondatore dell'Accademia Giovanni Mario Crescimbeni nella grande impresa di riformare la lingua e la poesia italiana, come attesta un manoscritto del Lazzarini, conservato negli archivi di questa accademia, e il cui autore ha voluto dimostrare che la lingua italiana è più favorevole del latino al progresso della letteratura.
Ordinato sacerdote, nel 1702 svolse l'incarico di uditore del tribunale ecclesiastico di Perugia; poi a Roma e nel 1709 a Bologna.
Nel 1710 fu chiamato all'Università di Padova - dove si trasferì l'anno successivo - ad occupare la cattedra di eloquenza greca e latina, che mantenne per tutta la vita; in un discorso di apertura tenuto davanti agli accademici e a un vasto pubblico dimostrò l'eleganza e la superiorità di queste due lingue. L'applauso che ricevette e l'entusiasmo che suscitò, fecero sorgere contro di lui l'invidia del dottor Fragiolati. Tali critiche e altre vessazioni subite da padre Lazzarini testimoniano al tempo stesso che la sua eccessiva autostima gli aveva suscitato molti nemici. A questa lite presero parte i Gesuiti, che nutrivano rancore verso Lazzarini; fu lanciato poi un pamphlet pieno di sarcasmo, in risposta alle critiche da lui pubblicate alla grammatica di Álvares, l'idolo del gesuita francese padre Germon.
Qualunque cosa possa aver detto lo storico Corniani, le lezioni di Lazzarini erano molto frequentate e si ascoltavano con piacere le sue dissertazioni sui classici greci. Ma la sua mania di ergersi sempre come Aristarco, e talvolta come Zoilo, contro gli uomini più eminenti del suo secolo gli procurava nuovi nemici. Tra questi Scipione Maffei, il quale, per vendicarsi del fatto che Lazzarini aveva criticato troppo severamente la sua Merope, si vendicò deprezzando due opere di questo professore, la tragedia Ulisse il giovane (1720) e il melodramma Tobia. L'ingiusta critica di Lazzarini alla bella traduzione del De rerum natura di Lucrezio, di Alessandro Marchetti, suscitò clamore universale.
Lazzarini morì a Padova nel 1734; sulla sua tomba, nella Chiesa di Sant'Andrea, il suo epitaffio venne scritto in versi greci, composto dai membri dell'Accademia dei Ricovrati, che ne onorarono anche la memoria con una preghiera funebre. Tuttavia, dopo un corposo restauro della chiesa eseguito nella seconda metà del Novecento, tanto della sua sepoltura quanto della lapide muraria che lo ricordava si è persa ogni traccia.  
Gran parte della sua opera letteraria è andata perduta.
La sua vita letteraria venne scritta da Fabroni; tuttavia l'odio dei suoi nemici gli era sopravvissuto. Fragiolati fece circolare scandalose insinuazioni sull'ortodossia dei suoi principi religiosi; e Zaccaria Valaresso, nobile veneziano, pubblicò nel 1737 una tragedia buffonesca intitolata Rutzvanschad il giovane, per ridicolizzare le tragedie del Lazzarini, che aveva mutuato dal teatro greco la ferocia dei personaggi, imitati poi dall'Alfieri.

## Opere
- Ulisse il giovane (tragedia), Padova, 1720, in-8°; ristampa Milano, 1825.

Le altre opere di Lazzarini, oltre a quattro ottimi sonetti presenti nella raccolta del Gobbi, sono:
- La Sanese, commedia in prosa e versi, Venezia, 1734.
- Rime di Domenico Lazzarini, 1736, in-8°.
- L'Elettra di Sofocle, Bologna, 1737, in-8°.
- Osservazioni sopra la Merope del Maffei, Roma, 1743, in-4°.
- Tre lettere nelle quali si prova che Verona appartenne ai Cenomani, Brescia, 1745, in-4°.
- Note ed osservazioni al Lucrezio Caro di Alessandro Marchetti, Londra (Venezia), 1764, 2 voll. in-4°.